# غيلبرت كناب
غيلبرت كناب هو سياسي أمريكي، ولد في 3 ديسمبر 1798 في تشاتهام في الولايات المتحدة، وتوفي في 31 يوليو 1887. نشط حزبياً في الحزب الديمقراطي. وقد انتخب عضو جمعية ولاية ويسكونسن ‏.